# Prima Ligă Uzbecă
Liga Profesionistă de Fotbal Uzbekistan (sau Oily Liga înainte de anul 2008) este primul eșalon din sistemul competițional fotbalistic din Uzbekistan.

## Echipele sezonului 2010
| Echipă                | Locație   | Stadion                   |
| --------------------- | --------- | ------------------------- |
| FC Bunyodkor          | Tashkent  | JAR Stadium               |
| FC Pakhtakor Tashkent | Tashkent  | Pakhtakor Stadium         |
| FC Shurtan Guzar      | G‘uzor    | G'uzor Stadium            |
| FK Andijan            | Andijan   | Soghlom Avlod Stadium     |
| FK Neftchi Farg'ona   | Fergana   | Fargona Stadium           |
| FK Samarqand-Dinamo   | Samarkand | Olimpia Stadium           |
| Lokomotiv Tashkent    | Tashkent  | TTYMI Stadium             |
| Mash'al Mubarek       | Muborak   | Bahrom Vafoev Stadium     |
| Metalourg Bekabad     | Bekabad   | Metalourg Bekabad Stadium |
| Nasaf Qarshi          | Qarshi    | Markaziy Stadium          |
| Navbahor Namangan     | Namangan  | Markaziy Stadium          |
| Olmaliq FK            | Olmaliq   | Metallurg Stadium         |
| Qizilqum Zarafshon    | Zarafshan | Progress Stadium          |
| Xorazm FK Urganch     | Urgench   | Xorazm Stadium            |

## Foste campioane

### Campioane sovietice
| - 1926 : FC Tashkent - 1927 : FC Tashkent - 1928 : FC Ferg'ona - 1929 : FC Tashkent - 1930 : FC Tashkent - 1931-32 : nu s-a disputat - 1933 : FC Tashkent - 1934 : FC Tashkent - 1935 : FC Tashkent - 1936 : FC Tashkent - 1937 : Spartak Tashkent - 1938 : Spartak Tashkent | - 1939 : Dinamo Tashkent - 1940-47 : nu s-a disputat - 1948 : Polyarnaya Zvezda Tashkent Oblast - 1949 : Dinamo Tashkent - 1950 : Spartak Tashkent - 1951 : Spartak Tashkent - 1952 : Dinamo Tashkent - 1953 : FShM Tashkent - 1954 : Dinamo Tashkent - 1955 : ODO Tashkent (later SKA) - 1956 : ODO Tashkent - 1957 : Mashstroi Tashkent | - 1958 : Khimik Chirchik - 1959 : Mekhnat Tashkent - 1960 : Sokol Tashkent - 1961 : Sokol Tashkent - 1962 : Sokol Tashkent - 1963 : Sokol Tashkent - 1964 : Sokol Tashkent - 1965 : Sokol Tashkent - 1966 : Zvezda Tashkent - 1967 : Tashavtomash Tashkent - 1968 : Chust Namangan Oblast - 1969 : Tashkabel Tashkent | - 1970 : SKA Tashkent (former ODO) - 1971 : Yangiaryk Khorezm Oblast - 1972 : Trud Jizzak - 1973 : Quruvchi Samarqand - 1974 : Pakhtakor Gulistan - 1975 : Zarafshan Navoi - 1976 : Traktor Tashkent - 1977 : Khiva - 1978 : Khorezm (Kolkhoz im. Narimanova) - 1979 : Khisar Shakhrisabz - 1980 : nu s-a disputat - 1981 : Ekipress Samarqand | - 1982 : Beshkent - 1983 : Tselinnik Turtkul - 1984 : Khorezm Khanki - 1985 : Shakhter Angren - 1986 : Traktor Tashkent - 1987 : Avtomobilist Ferg'ona - 1988 : Selmashevets Chirchik - 1989 : Nurafshon Bukhara - 1990 : Naryn Khakulabad - 1991 : Politotdel Tashkent Oblast (acum Do'stlik) |

### De la independență
- 1992 : Neftchi Fergana și Pakhtakor Tashkent
- 1993 : Neftchi Fergana
- 1994 : Neftchi Fergana
- 1995 : Neftchi Fergana
- 1996 : Navbahor Namangan
- 1997 : MHSK Tashkent (fosta Pakhtakor-79 Tashkent)
- 1998 : Paxtakor Tashkent
- 1999 : Do'stlik Tashkent (fosta Politotdel Tashkent Oblast)
- 2000 : Do'stlik Tashkent
- 2001 : Neftchi Fergana
- 2002 : Paxtakor Tashkent
- 2003 : Paxtakor Tashkent
- 2004 : Paxtakor Tashkent
- 2005 : Paxtakor Tashkent
- 2006 : Paxtakor Tashkent
- 2007 : Paxtakor Tashkent
- 2008 : Bunyodkor Tashkent
- 2009 : Bunyodkor Tashkent

## Golgeteri
| Year | Best scorers                      | Team                                                         | Goals |
| 1992 | Valeriy Kechinov                  | FK Paxtakor                                                  | 24    |
| 1993 | Rustam Do'rmonov                  | FK Neftchi                                                   | 24    |
| 1994 | Ravshan Bozorov                   | FK Neftchi                                                   | 26    |
| 1995 | Oleg Shatskikh                    | Politotdel Tashkent Oblast (2 goals), FK Navbahor (24 goals) | 26    |
| 1996 | Jafar Irismetov Oleg Shatskikh    | Do'stlik Tashkent FK Navbahor                                | 23    |
| 1997 | Jafar Irismetov                   | Do'stlik Tashkent                                            | 34    |
| 1998 | Mirjalol Qosimov Igor Shkvyrin    | FK Paxtakor                                                  | 22    |
| 1999 | Umid Isoqov Baxtiyor Hamidullayev | FK Neftchi FK Andijan                                        | 24    |
| 2000 | Jafar Irismetov                   | Do'stlik Tashkent                                            | 45    |
| 2001 | Umid Isoqov                       | FK Neftchi                                                   | 28    |
| 2002 | Bahtiyor Hamidullayev             | FK Andijan                                                   | 22    |
| 2003 | Marsel Idiatullin                 | Qyzylqum Zarashfan                                           | 25    |
| 2004 | Shuhrat Mirkholdirshoyev          | FK Navbahor                                                  | 31    |
| 2005 | Anvar Soliyev                     | FK Paxtakor                                                  | 29    |
| 2006 | Pavel Solomin                     | Traktor Tashkent                                             | 21    |
| 2007 | Ilhom Mo'minjonov                 | Lokomotiv Tashkent (5 goluri) PFC Kuruvchi (16 goluri)       | 21    |
| 2008 | Server Djeparov                   | FC Bunyodkor                                                 | 19    |
| 2009 | Rivaldo                           | FC Bunyodkor                                                 | 19    |